# Mariétou Maïga Diakité
Pour les articles homonymes, voir Diakité.
 (janvier 2017).
Mariétou Maïga Diakité est une entrepreneuse de mode à Bamako.

## Biographie

### Débuts
Mariétou Maïga Diakité est une ancienne secrétaire de direction. Elle décide de se lancer dans la couture pour devenir sa propre patronne. 

### Carrière
Mariétou Maïga Diakité est la fondatrice de la boutique et marque de couture Evidence à Bamako. Elle développe et diversifie son activité de confection par des ateliers de couture, des écoles et boutiques en Afrique de l'Ouest.  
Elle est aussi fondatrice de la Bamako Fashion Week,, et de l'alliance des couturières de mode du Mali.  
Mariétou Maïga Diakité se spécialise dans le bazin brodé, et la couture sur-mesure.

## Vie de famille
Mariétou Maïga Diakité est mère de 4 enfants.